# باتريشيا إلورزا
باتريشيا إلورزا (بالإسبانية: Patricia Elorza) مواليد 8 أبريل 1984 في فيتوريا-غاستايز، إسبانيا، هي لاعبة كرة يد إسبانية تلعب كظهير أيسر. مثلت منتخب إسبانيا لكرة اليد للسيدات. شاركت في دورة الألعاب الأولمبية الصيفية سنة 2012. حققت المركز الثاني في بطولة أوروبا لكرة اليد للسيدات 2014.

## سجل المنافسة
شاركت في البطولات التالية:
- الألعاب الأولمبية الصيفية 2012
- الألعاب الأولمبية الصيفية 2016
- بطولة العالم لكرة اليد للسيدات 2011
- بطولة العالم لكرة اليد للسيدات 2013
- بطولة العالم لكرة اليد للسيدات 2015
- بطولة أوروبا لكرة اليد للسيدات 2012
- بطولة أوروبا لكرة اليد للسيدات 2014

## الميداليات
| الميدالية | المسابقة                            |
| --------- | ----------------------------------- |
| برونزية   | الألعاب الأولمبية الصيفية 2012      |
| برونزية   | بطولة العالم لكرة اليد للسيدات 2011 |
| فضية      | بطولة أوروبا لكرة اليد للسيدات 2014 |

## روابط خارجية
- باتريشيا إلورزا على موقع الاتحاد الأوروبي لكرة اليد (الإنجليزية)
- باتريشيا إلورزا على موقع أوليمبيديا (الإنجليزية)